# Cartucho Lefaucheux

Varios cartuchos Lefaucheux en diferentes calibres. De arriba hacia abajo: de 15 mm, de 12 mm, de 9 mm, de 7 mm, de 5 mm y de 2 mm.

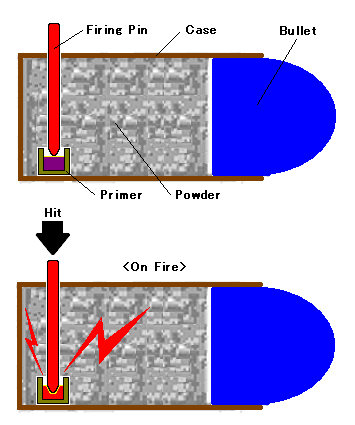
Esquema del funcionamiento de un cartucho de espiga.

El cartucho Lefaucheux o de espiga es un tipo de cartucho metálico obsoleto, en el que la cápsula fulminante está dentro del casquillo y cerca de la base, siendo detonada por una pequeña varilla de metal o espiga que sobresale radialmente y en el extremo opuesto a ésta.
Fue inventado por Casimir Lefaucheux en 1828, pero no lo patentó hasta 1835. Fue uno de los primeros diseños efectivos de cartucho metálico. Su historia está muy ligada al desarrollo de las armas de fuego de retrocarga, que reemplazaron a las de avancarga. Estas últimas necesitaban una cápsula fulminante, pólvora y una bala, sus dos últimos componentes siendo cargados en el cañón usando un taco y una baqueta. En cambio, los cartuchos de espiga eran sumamente convenientes al contener la cápsula fulminante, la pólvora y la bala en una unidad que era mucho más rápida de disparar y recargar, siendo a la vez más segura.

## Historia

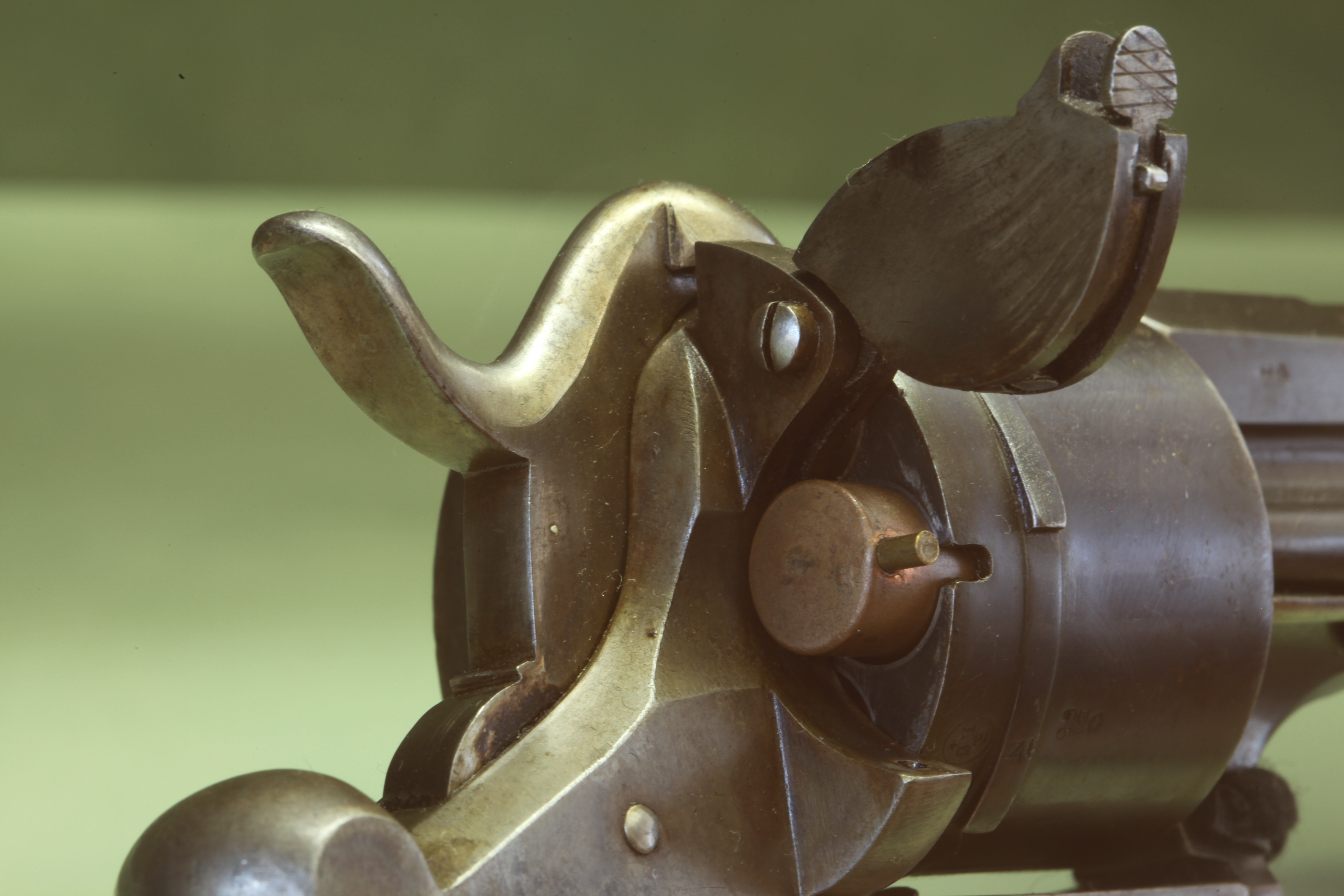
Detalle de un revólver Lefaucheux M1858. Obsérvese la espiga que sobresale del cartucho.

El armero suizo Samuel Joannes Pauly patentó el primer cartucho de retrocarga en 1812. Este era empleado en una escopeta con cañones fijos que se cargaba al levantar un cerrojo situado en la parte superior. El armero francés Henri Roux intentó mejorar este cartucho en la década de 1820, pero muchos consideraban que un cartucho dotado con fulminante era demasiado peligroso y varias armas de retrocarga fueron modificadas para emplear cartuchos sin fulminante. Éste era disparado mediante una cápsula fulminante separada, que era empleada en las aún dominantes armas de avancarga.
El parisino Casimir Lefaucheux decidió patentar en 1834 un arma de retrocarga en la cual el cañón basculaba hacia abajo para dejar al descubierto la recámara. Todavía empleaba una cápsula fulminante separada. Dos años después, él tuvo la idea de reintroducir el cartucho con fulminante para emplearlo con su arma. Su patente de 1836 fue para un nuevo tipo de cartucho, en el cual la cápsula fulminante era detonada al golpear una pequeña varilla de metal o espiga que sobresalía radialmente y en el extremo opuesto a esta. Estas espigas encajaban en un pequeño entalle de la parte superior de la recámara del arma, facilitando ver si el arma estaba cargada. El cartucho empleaba una base de metal (frecuentemente de latón), con casquillos de papel que eran habitualmente hechos por el tirador o su equipo, los cuales no eran completamente estancos ante los gases generados. Esto reducía la fuerza de la carga propulsora y permitía el escape de gases y hollín.
El cartucho de espiga fue sumamente mejorado por la patente del parisino Benjamin Houllier de 1846 (número 1963). El de Houllier fue el primer cartucho enteramente realizado en metal. Además introducía un taco en la base y efectivamente hizo al cartucho estanco ante los gases, lo cual mejoró mucho su desempeño, abaratando su precio y reduciendo la suciedad. Estas armas de espiga mejoradas se hicieron populares en Francia y algunas fueron importadas al Reino Unido por fabricantes de armas británicos, siendo recibidas con total indiferencia por parte de los tiradores británicos. Tenían prejuicios técnicos respecto a un arma que se "rompía" a la mitad, a pesar de las múltiples ventajas de la retrocarga. Ellos tenían armas de avancarga de gran perfección, considerándose los mejores ingenieros del mundo (por haber inventado la Revolución Industrial) y tenían un pobre concepto de los franceses - su viejo enemigo y un aliado de poca confianza. Mejor suerte corrieron los revólveres de cartuchos de espiga franceses en Estados Unidos. Los revólveres LeMat (modelo 1856) y Lefaucheux (modelo 1858), por ejemplo, fueron utilizados durante la Guerra de Secesión (el Lefaucheux por ambos bandos y el LeMat solo por los confederados).
No fue sino hasta la Gran Exposición de 1851 que tuvo lugar en Londres, cuando las armas de retrocarga fueron tomadas más en serio por los fabricantes de armas británicos y estadounidenses. La muestra de un arma de retrocarga Lefaucheux inspiró al aprendiz de armero Edwin Charles Hodges (1831-1925) para hacer una copia mejorada y persuadir a Joseph Lang, el principal armero de Londres, que esta era el arma del futuro. Otros fabricantes de armas británicos, inclusive Lancaster, Blanch y Reilly, igualmente fueron inspirados por las armas francesas y las armas de retrocarga con cartucho de espiga mejoradas fueron el nuevo tipo de arma que para finales de la década de 1850 todo príncipe y noble británico deseaba tener.
Luego de la muerte de Casimir en 1852, su hijo Eugene continuó publicitando el diseño de espiga con gran éxito. Se volvió cada vez más popular en Europa y grandes cantidades de escopetas y revólveres (frecuentemente llamados Lefaucheux por el inventor del cartucho, sin importar su fabricante) fueron fabricados desde mediados de la década de 1850 hasta la década de 1890. Eran más rápidas y sencillas de recargar que las armas de percusión con pólvora suelta, cápsulas fulminantes y bala; además podían disparar en tiempo húmedo. Los cartuchos de espiga estaban disponibles en una gran cantidad de calibres para diversos tipos de armas.
Aunque las escopetas de espiga empezaron a declinar desde inicios de la década de 1860 con la introducción de cartuchos de escopeta con percusión central producidos en serie, los revólveres de espiga se volvieron muy exitosos y populares, siendo adoptados por los ejércitos de Francia, Italia, España, Suiza, Suecia y otros.  También fueron empleados durante la Guerra de Secesión, en Estados Unidos, aunque a veces menospreciados debido a la potencia inferior de su calibre en comparación con los Colt y otros revólveres de percusión, que todavía entonces permitían montar calibres mayores. Algunas armadas también los adoptaron y los modelos "servicio marino" eran frecuentemente hechos de latón, ya que esta aleación se ve menos afectada por la corrosión que produce la sal marina.
El cartucho Lefaucheux se volvió obsoleto una vez que estuvieron disponibles cartuchos fiables de percusión anular y central, ya que al no tener una espiga que necesita ser alineada en la ranura de la recámara se cargaban con mayor rapidez. Además eran más seguros, porque no tenían una espiga sobresaliente que podía detonar accidentalmente el cartucho al ser manipulado con tosquedad, en particular con cartuchos sueltos.

## Fabricantes notables de cartuchos de Lefaucheux
- Aramburu Hermanos
- P. Segura y Hermano
- Unión Española de Explosivos

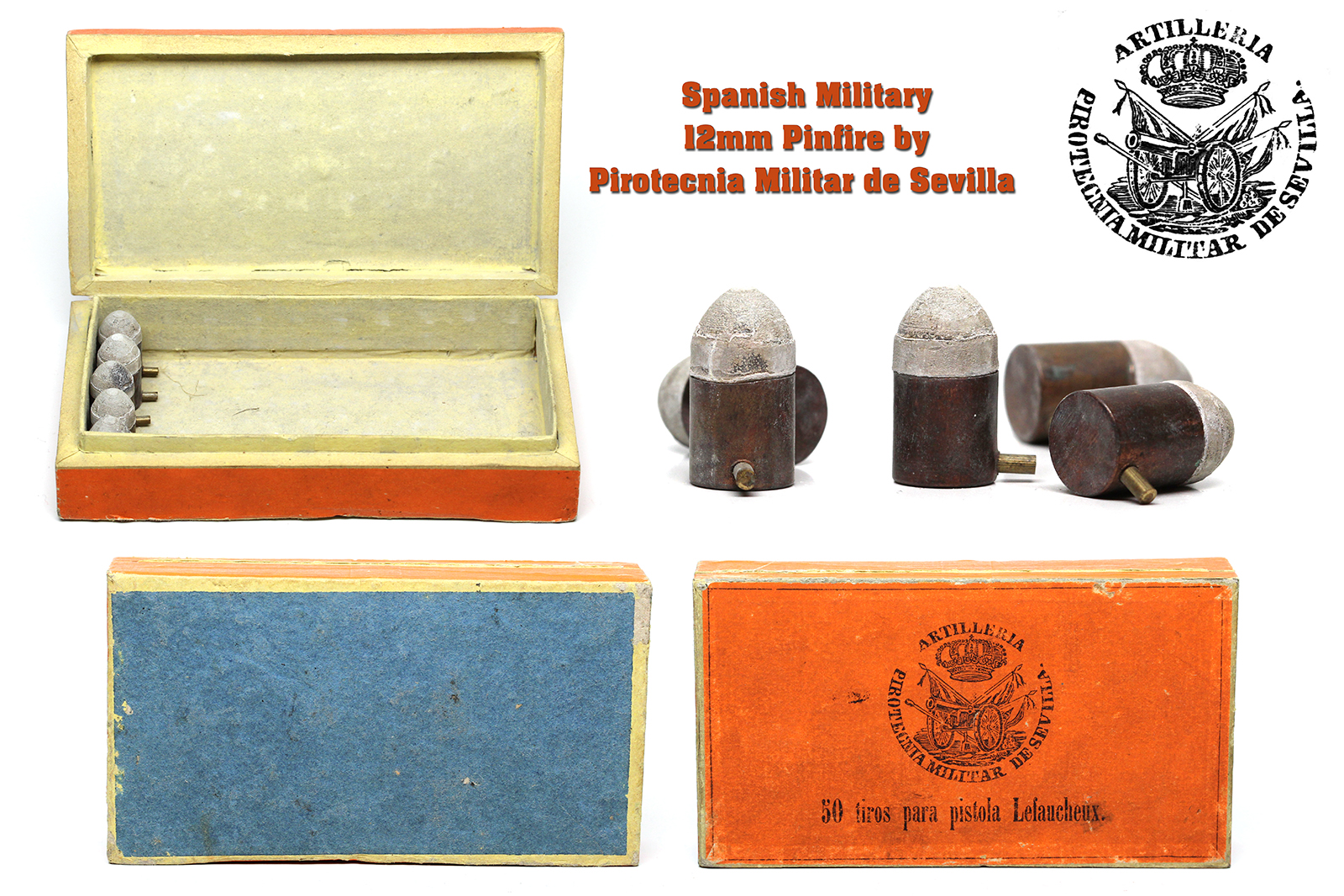
Caja y cartuchos de Pirotecnia militar de Sevilla.

- Fábrica de Pirotecnia Militar de Sevilla

## En la actualidad
A pesar de que los cartuchos de espiga para revólver y escopeta están técnicamente obsoletos porque ya no se fabrican armas de espiga desde hace más de cien años, los coleccionistas de armas antiguas, para disparar sus armas de espiga, fabrican regularmente sus propios cartuchos de espiga con materiales modernos. En lo que a pistolas se refiere, algunas pistolas en miniatura son fabricadas en calibres muy pequeños, como el 2 mm. Aunque no son armas prácticas, emplean cartuchos de espiga debido a que su calibre es demasiado pequeño para un cartucho de percusión central o anular. Armas y cartuchos de espiga están hoy en día disponibles en el mercado de armas de colección, así como modernos equipos de recarga que contienen cartuchos concebidos para ser recargados a mano, aunque el proceso es mucho más complejo que el empleado en la recarga de cartuchos de percusión central.